# 北正镇
北正镇，是中华人民共和国吉林省松原市长岭县下辖的一个乡镇级行政单位。

## 行政区划
北正镇下辖以下地区：
北正村、水月村、乔家村、七撮村、前四十七村、后四十七村和二十五村。